# Мала Лука
Ма́ла Лука́ — село в Україні, у Гримайлівській селищній громаді Чортківського району Тернопільської області. Розташоване на річці Збруч, на північному сході району. До 2020 адміністративний центр Малолуцької сільської ради, якій були підпорядковані села Кокошинці та Монастириха. До Малої Луки приєднано хутори Поруб і Яцівка.
Населення — 446 осіб (2001).

## Символіка
Затверджена 22 червня 2023р. рiшенням №3787 XVII сесії селищної ради VIII скликання. Автори - В.М.Напиткін, С.В.Ткачов.

### Герб
У синьому щиті срібний хвилястий стовп, на якому три червоних колеса водяних млинів в стовп. У лазурових полях дві золотих шаблі в стовп, обернених одна до одної. Щит вписаний в золотий декоративний картуш, внизу якого написи "МАЛА ЛУКА" і "1564", і увінчаний золотою сільською короною.
Герб означає прикордонний пункт Османської імперії і Речі Посполитої, і далі різних держав, кордон яких проходив по Збручу, і велику кількість водяних млинів.

### Прапор
Квадратне полотнище поділене хвилясто вертикально на три поля – синє, біле і синє – у співвідношенні 2:1:2. На центральному полі три червоних колеса водяних млинів в стовп. На бічних дві жовтих вертикальних шаблі, обернених одна до одної.

## Історія
Перша писемна згадка — 1564 року.
Діяли «Просвіта», «Рідна школа» та інші товариства.
У ніч на 23 квітня 1949 року в Буциках і навколишніх селах Вікно, Глібів, Зелене, Лежанівка, Мала Лука впорядковано могили вояків УПА (закопано хрест та поставлено на могилі вінок «Героям Слава»).
12 червня 2020 року, відповідно до розпорядження Кабінету Міністрів України № 724-р «Про визначення адміністративних центрів та затвердження територій територіальних громад Тернопільської області» увійшло до складу Гримайлівської селищної громади.
19 липня 2020 року, в результаті адміністративно-територіальної реформи та ліквідації Гусятинського району, село увійшло до складу новоутвореного Чортківського району.

## Політика

### Парламентські вибори, 2019
На позачергових парламентських виборах 2019 року у селі функціонувала окрема виборча дільниця № 610236, розташована у приміщенні сільської ради.
Результати
- зареєстровано 236 виборців, явка 77,54%, найбільше голосів віддано за «Слугу народу» — 34,07%, за «Голос» — 15,38%, за Всеукраїнське об'єднання «Батьківщина» — 14,29%.[4] В одномандатному окрузі найбільше голосів отримав Микола Люшняк (самовисування) — 27,07%, за Романа Василіцького (Об'єднання «Самопоміч») — 18,23%, за Олега Вітвіцького (Голос) — 17,68%[5].

## Релігія
- церква Покрови Пресвятої Богородиці (1780, мурована, ПЦУ та УГКЦ).

## Пам'ятки
Споруджено пам'ятник воїнам-односельцям, полеглим у німецько-радянській війні (1967, скульптор Я. Ягода), насипано символічну могилу Борцям за волю України (1991), є парк ім. І. Левицького.

## Соціальна сфера
Працюють загальноосвітня школа І-ІІІ ступенів, Будинок культури, бібліотека, ФАП, відділення зв'язку.

## Відомі люди

### Народилися
- І. Колтунюк — громадська діячка,
- Левицький Іван Омелянович (1875–1938, Львів) — український композитор, хоровий диригент і педагог.
- Ставничий Олег Степанович (1990-2023) — український військовик, учасник російсько-української війни[6][7].

## Галерея

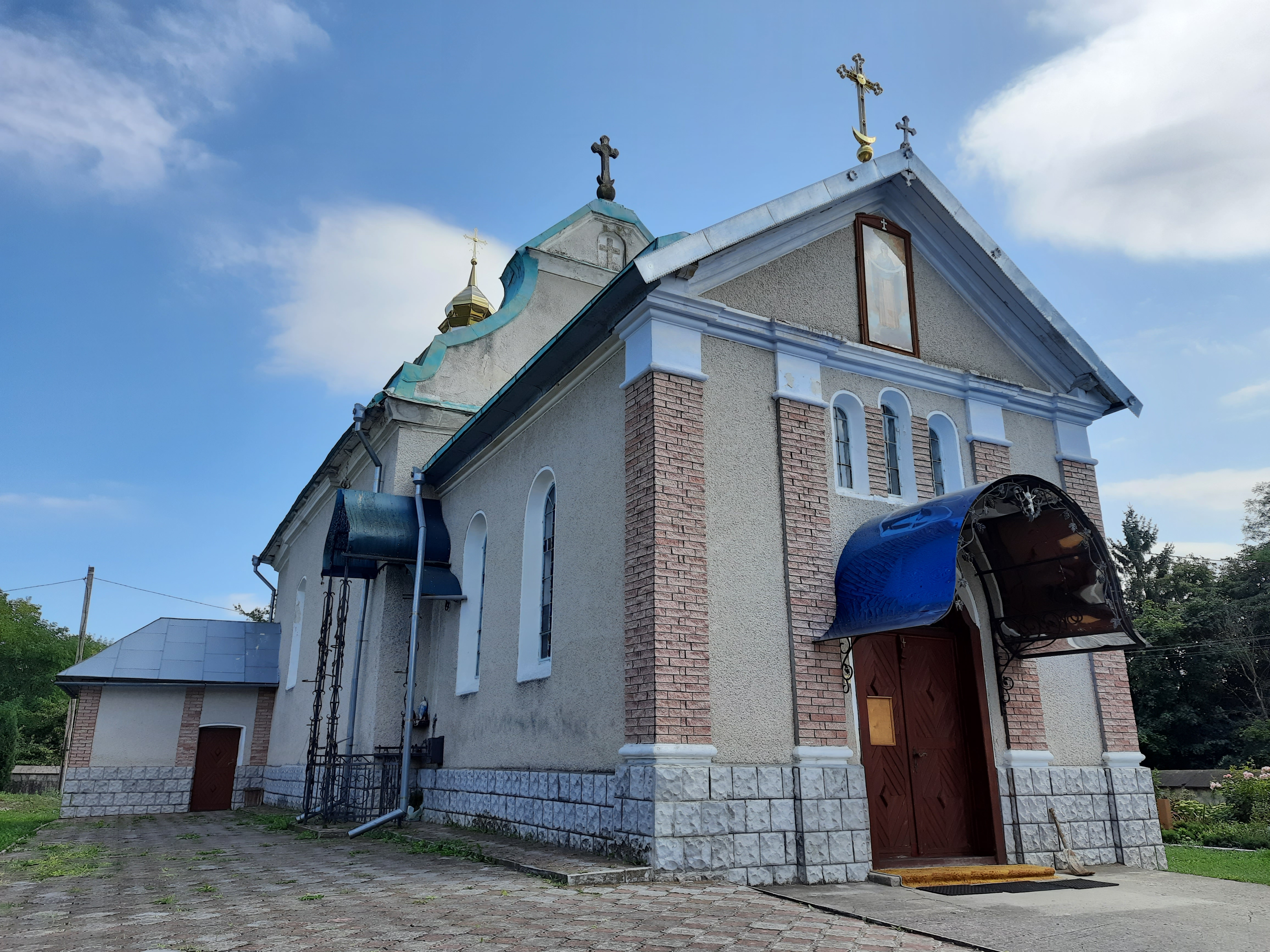
Церква Покрови 1780р.
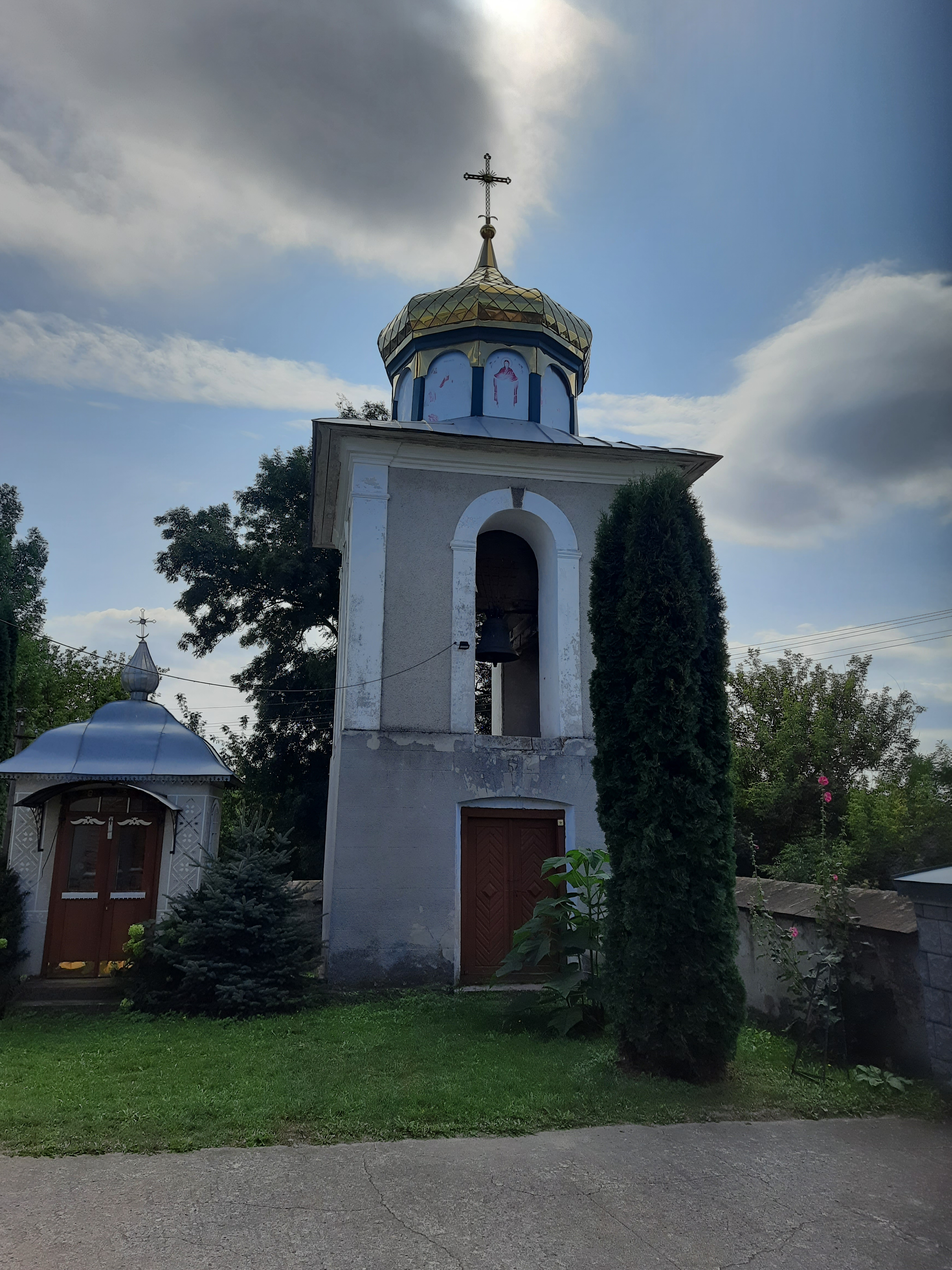
Дзвіниця  Покровської церкви
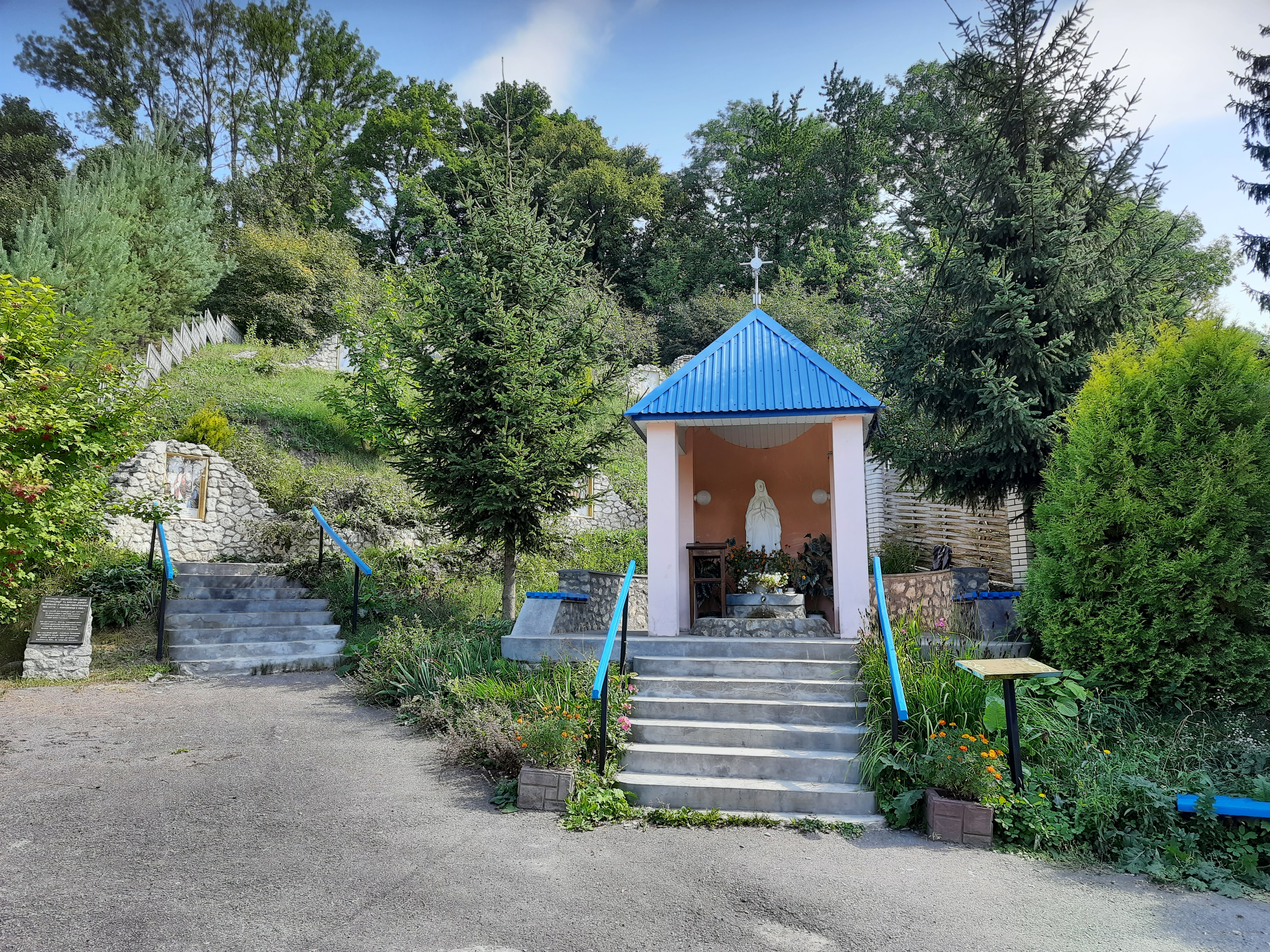
Капличка
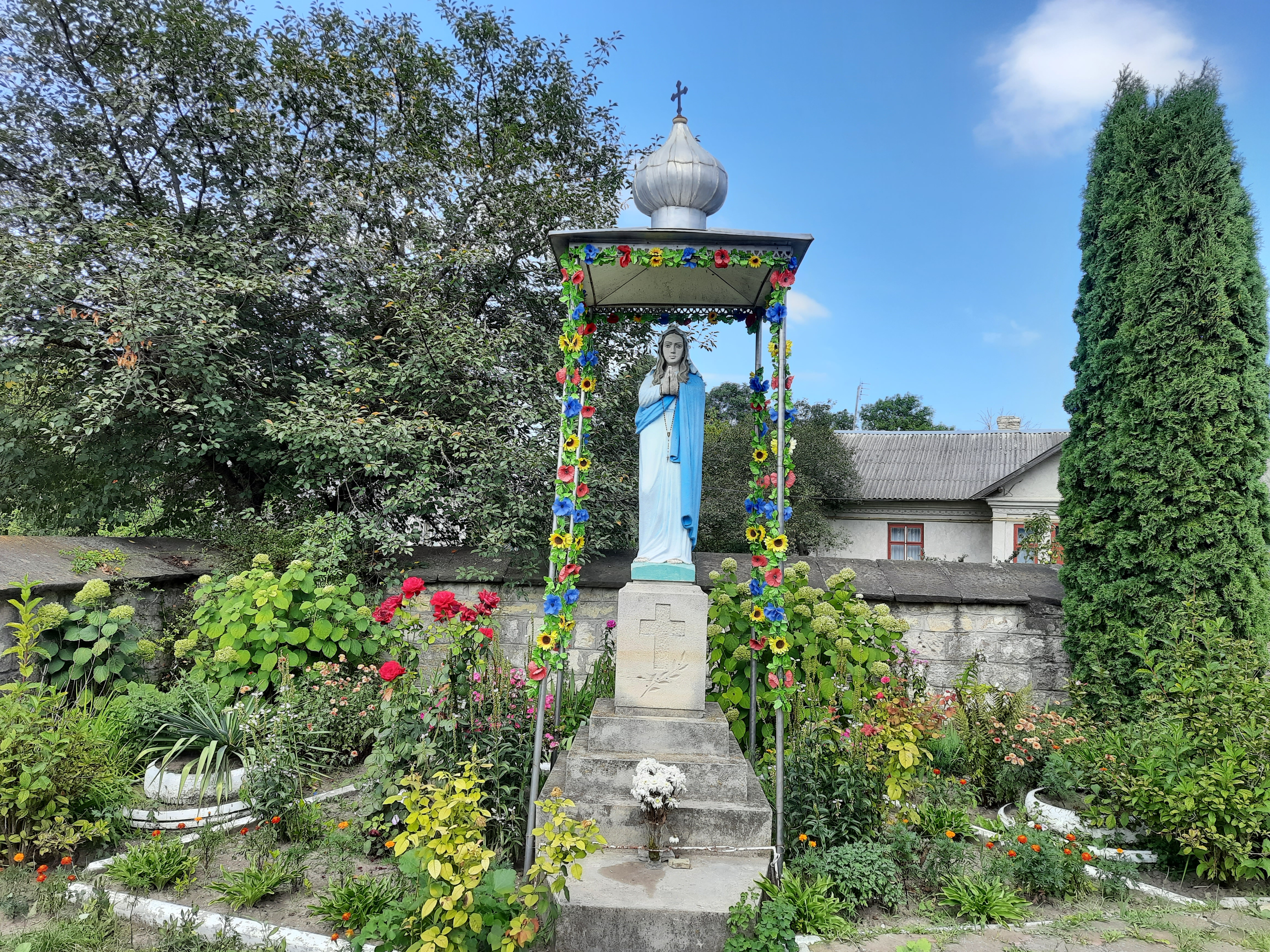
Статуя Божої Матері
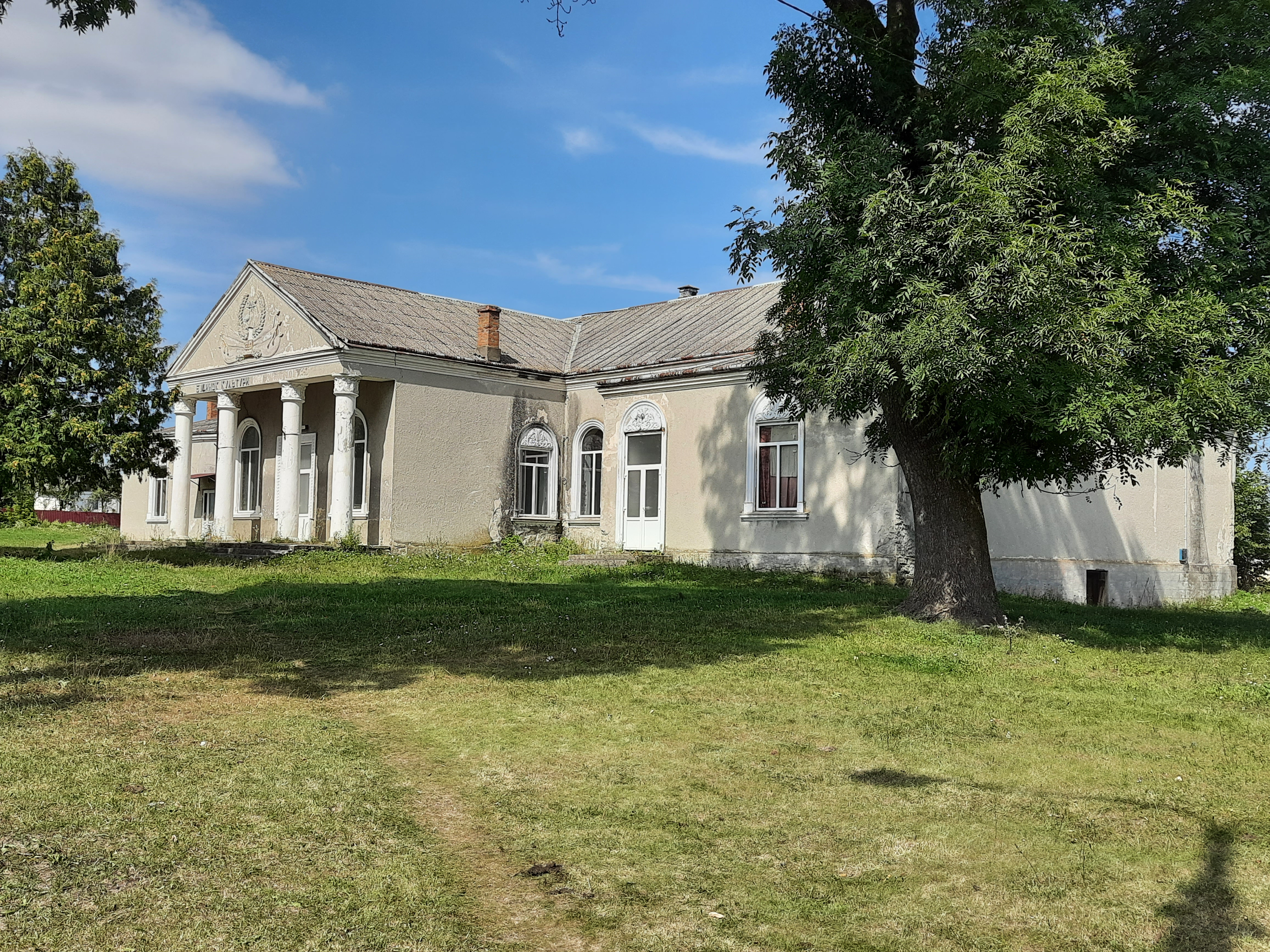
Будинок культури